# Árvai Péter (üzletember)
Árvai Péter (Karlskoga, 1979. október 26. –) magyar–svéd üzletember. Vezérigazgatója, valamint társalapítója – Somlai-Fischer Ádám grafikussal és Halácsy Péter informatikussal, egyetemi tanárral – a Prezi felhőalapú prezentációs szoftvert gyártó cégnek.

## Pályafutása
1979-ben Karlskogában, Svédországban született, szülei magyarok. Élt és dolgozott Budapesten, Tokióban, Stockholmban, Szingapúrban és San Franciscóban. 
Árvai Péter a mester fokozatú diplomáját a Stockholmi Egyetemen, gazdálkodás szakon szerezte meg 2006-ban. Egyetemi ideje alatt részt vett az EU és a Japán Gazdasági, Kereskedelmi Minisztérium által létrehozott 12 hónapos "Vulcanus in Japan" programban. Japánban megtanult japánul, és elvégzett egy képzési programot a Fuji Xeroxnál. Üzleti gyakorlatának részeként Szingapúrban tanult közgazdaságtant csereszemeszter keretében. Árvai volt az első hallgatók egyike, aki 1999 és 2005 között részt vett az újonnan bevezetett Médiatechnológia és -mérnöki Mesterprogramban a stockholmi KTH Royal Institute of Technology egyetemen. A diploma megszerzése után Árvai társalapítója lett az egyetem alumni szervezetének.

## Életútja
Árvai Péter megalapította az omvard.se céget, mely 2009-ben elnyerte a legjobb honlap címét Svédországban.
Később a svéd Mobispine mobil kommunikációs vállalat termékportfóliójának alelnöke lett, ahol Joacim Boivie-vel és Joakim Hilj-val dolgozott, akikkel kifejlesztette az első mobil hírolvasót, a TED Talksot, mely alkalmas volt a mobil eszközökről való konferencia követésre.
2009-ben Somlai-Fischer Ádám és Halácsy Péter közreműködésével megalkották a Prezi prezentációs szoftvert. Még abban az évben Árvai fellépett egy TED-konferencián, melynek keretében olyan befektetőket keresett, akik olyan nyitott eszmecserék hívei, melyek mentén partnerekké válhatnak. Így a TED, az Accel Partners és a Sunstone Capital lettek azok a Prezi befektetők, amelyek részesei lettek az első, 'A' és 'B' sorozatú kötvénykibocsátásnak. A 'C' sorozatú, 57 millió dolláros kötvénykibocsátást 2014 novemberében a Spectrum Equity és az Accel Partners jegyezte le.
A Prezinek mára több, mint 100 millió felhasználója van és övé a világ legnagyobb nyilvánosan elérhető prezentációs adatbázisa, mintegy 360 millió prezentációval. A prezentációkat eddig több mint 4 milliárd alkalommal tekintették meg. A cégbe az elmúlt években összesen 72,8 millió dollárt fektettek be, a Prezi 2017 májusában megvette a lett infogram.com-ot.
Árvai Péter emellett a Bridge Budapest alapítója és elnöke. A nonprofit szervezetet 2013-ban a LogMeIn, a Ustream és a Prezi alapította, hogy inspirációt és tudást adjanak vállalkozni vágyó fiataloknak. A szervezet azóta több kampányt indított, többek között a Vállalható Vállalkozás, vagy éppen az Edison Platformot, amelyeken keresztül 20 ezer gyerek gondolkodására szeretnének hatással lenni.
Árvai szintén alapítója és elnöke a 2013-ban indult Nyitottak vagyunk kezdeményezésnek, amelyet a Prezi a Google-lel és az Espell nevű lokalizációs és fordítóirodával indított. A szervezet célja, hogy milliókhoz juttassák el a nyitottság üzenetet, mert cégvezetőként és cégként is úgy látják, hogy a sokszínűség üzletileg is a helyes magatartás. A kezdeményezéshez mára több mint 1000 cég, szervezet és közösség csatlakozott.

## Magánélete
Árvai angol, svéd, magyar, japán nyelven folyékonyan beszél, Bikram Jóga-rajongó, írt egy svéd nyelvű szakácskönyvet, amiben a mindennapi japán ételek elkészítéséről ír. 2014 márciusában Árvai Péter találkozott Barack Obama amerikai elnökkel, mely eseményt később kiválóan építették be céges promóciós kampányukba. Ő volt az első, magát nyíltan melegnek valló, magyar ügyvezető miután 2015-ben coming outolt a Forbesban. Azt mondta, azért lépett a nyilvánosság elé, hogy legyenek példaképek azok előtt a meleg fiatalok előtt, akik cégvezetők szeretnének lenni.

## Figyelemre méltó vitaindító előadásai
- Plugg – Március 10, Brüsszel
- TEDxBGSU -"Az egészségügyi szolgáltatások összehasonlításáról" – Március 2011, Ohio
- SxSW – ""Ami Budapesten történik, az Budapesten is marad?" – 2011. Március, Texas
- UC Berkeley "Törődj a híddal" -2012. február, Kalifornia
- KÖVETKEZŐ Berlin – 2012. április Berlin
- Web összefgoglaló- Október 2012, Dublin
- DLD Konferencia- "Kreativitás & Vállalkozói kapcsolat" – január 2013, München
- A Stanford E-Week- "Fiatal szoftver kezdőcégek Közép és észak Európában" Március 2013, Kalifornia
- A Közgazdászok Információs Fóruma- "A Gondolatok gazdaság" Ötletek Gazdaság Sorozat- 2013. Június Kalifornia

## Hírek és cikkek
- A New York Times- "Start-Up Defy gazdasági környezet" -Május, 2012
- TechCrunch- "A Jaiku hogyan segít a prezire összpontosítani az amerikai piacon"- November, 2012
- FoxBusiness -"5 Tipp, hogy hogyan érje el a következő üzleti őályát" -szeptember, 2012
- TechCrunch- "Elriasztva az Eureka Mítosz által" -augusztus, 2012
- NextUp.Ázsia- "Beszélgetés a forradalmi vállalkozói utazó a Prezi alapítójával[halott link] –‘Giving Powerpoint a Run for Its Money!" -December, 2012
- AmexOpen Forum & A LinkedIn Influencer- "Az álom vacsora kihívás" -Március, 2013
- A LinkedIn befolyásoló hozzászólás ""
- Mashable interjú "" -Március, 2013
- AMEX OpenForum " Archiválva 2018. február 17-i dátummal a Wayback Machine-ben" -április, 2013
- Huffington Post" -"- Április, 2013
- Kis Biz Technológia "" -Április, 2013
- US News & World Report "" -Május 2013
- All Things Digital ""Június 2013
- A Wall Street Journal "" -Július 2013
- A Wall Street Journal "" -Augusztus, 2013
- EuroNews " Archiválva 2018. február 17-i dátummal a Wayback Machine-ben" -Július 2014
- TheNextWeb ""Június 2014
- A Forbes ""Június 2014
- Index -

## Kiadványok
Árvai Péter a szerzője a Developing the Business Case for a New Mobile Service: An Exercise in Business Model Designing műnek – VDM Verlag, 2008. június 25.

## Fordítás
- Ez a szócikk részben vagy egészben  a   Peter Arvai című angol Wikipédia-szócikk ezen változatának fordításán alapul.  Az eredeti cikk szerkesztőit annak laptörténete sorolja fel. Ez a jelzés csupán a megfogalmazás eredetét és a szerzői jogokat jelzi, nem szolgál a cikkben szereplő információk forrásmegjelöléseként.